# NGC 5497
NGC 5497 је спирална галаксија у сазвежђу Волар која се налази на NGC листи објеката дубоког неба.
Деклинација објекта је + 38° 53' 38" а ректасцензија 14h 10m 31,5s. Привидна величина (магнитуда) објекта NGC 5497 износи 14,1 а фотографска магнитуда 14,9. NGC 5497 је још познат и под ознакама UGC 9069, MCG 7-29-48, CGCG 219-54, KUG 1408+391B, PGC 50610.